# Văn Vĩ
Văn Vĩ (1929-1985), tên thật là Đinh Văn Dậm, là một nhạc công cổ nhạc người Việt Nam.

## Tuổi thơ và quá trình học đàn
Đinh Văn Dậm sinh năm 1929 tại xã Bình Đăng (nay là xã Bình Hưng) huyện Cần Đước, tỉnh Long An. Năm lên 3 tuổi, Dậm bị mù mắt do chứng bệnh đậu mùa. Tên Đinh Văn Dậm được đổi lại là Văn Vĩ là do một người thầy thuốc bắc trị bệnh đậu mùa đặt cho theo tên một vì sao.
Mẹ ông và mẹ NSƯT Út Bạch Lan kết nghĩa chị em vì đồng cảnh ngộ, nên ông và Út Bạch Lan trở thành 2 anh em. Văn Vĩ biết đờn nên dạy Út Bạch Lan ca, rồi Út Bạch Lan dẫn Văn Vĩ đi hát rong kiếm tiền để phụ mẹ.Nhờ ca dạo mà nhiều người biết đến và mến mộ, rồi 2 người được một số nghệ sĩ biết đến và quan tâm giúp đỡ. Cô Năm Cần Thơ và nghệ sĩ Thành Công giới thiệu Út Bạch Lan ca ở Đài Phát thanh Pháp Á, nhạc sĩ Bảy Hàm và Hai Biểu giới thiệu Văn Vĩ đờn cho đài phát thanh này.
Theo ông Văn Tài, con trai út của nhạc sĩ Văn Vĩ, kể lại cuộc đời cha mình: "Thời niên thiếu, khi ba tôi vừa biết đàn thì cũng là lúc cô Út Bạch Lan mới biết ca, cả hai người cùng có một hoàn cảnh thiếu đói như nhau, phải đem tiếng đàn lời ca phối hợp đi... ăn xin. Ăn xin bằng ca hát lúc bấy giờ luôn gặp khó khăn, bị lính mã tà rượt đuổi, bắt bớ, hăm he. Ba tôi và cô Út phải bỏ xứ qua tận bên Miên (Campuchia) tìm đất sống. Tại xứ lạ quê người, cha tôi và cô Út Bạch Lan gặp được bác Hai Minh, cũng đồng hội đồng thuyền đi bán tiếng đàn lời ca để đổi lấy chén cơm và kết hợp lại thành bộ 3. Cha tôi và bác Hai Minh (sau này giàu lắm, có hiệu ảnh lớn tại ngã 6 Sài Gòn lấy tên là hiệu ảnh Quang Minh) đánh đàn, cô Út ca. Nào ngờ về sau cả 3 người đều nổi danh, thành đạt, được mọi người yêu mến. Trong cuộc đời làm nhạc sĩ cho các đoàn hát, cũng có lúc cha tôi phải tủi thân với nghề khi gặp phải những tình huống bi đát xảy đến. Trong đó có một vụ gây xúc động mạnh trong lòng khán giả: một anh kép chánh(NS Hùng Cường) trong đêm hát ca rớt nhịp, cha tôi "vớt" không kịp bị anh ta dùng cây kiếm (đang hát) đâm rách nát thùng loa khuếch đại âm thanh và chửi bới cha tôi không tiếc lời...".
Năm lên 7 tuổi, Văn Vĩ định cư ở tỉnh Bạc Liêu. Lúc này ông đã tự đàn được một số bài bản ngắn bằng đàn cò líu (đàn cò loại nhỏ). Vài năm sau, gia đình Văn Vĩ trở về Thuận Đông. Tại nơi ở thứ ba, Văn Vĩ học đàn kìm với thầy Bảy Thừa, và trau chuốt thêm ngón đờn cò, học thêm nhạc với thầy Tư Lai.
Khi tài đàn kìm của Văn Vĩ đủ sức tham gia vào các buổi đờn ca tài tử, Văn Vĩ chuyển sang học đàn guitar với thầy Tư Thìn và thày Tư A ở Thủ Thiêm và học thêm với các bậc đàn anh khác nữa là nhạc sĩ Ba Xây, thày Mười Út, thầy Chín Thành.
Đến năm 14 tuổi, Văn Vĩ được nhận vào đàn cho sân khấu cải lương đầu tiên là gánh Minh Tinh, những bước tiếp theo là lên Sài Gòn đàn cho quán Lạc Cảnh cùng các nhạc sĩ tài danh như Bảy Hàm, Ba Xây, Tám Bằng.
Năm 16 tuổi (1945), Văn Vĩ gia nhập các nhóm đàn ca tài tử ở Sài Gòn. Đến năm 1950, ông được các nhạc sĩ Bảy Hàm, Hai Biểu giới thiệu vào làm ở Đài phát thanh Pháp Á (Ban Việt Nam cổ nhạc kịch đoàn do tài tử Tám Thưa làm trưởng ban), đồng thời cộng tác với các quán ca nhạc Lệ Liễu ở Thị Nghè; ở khu Kim Chung và quán Họa Mi của cô Năm Cần Thơ trong Đại Thế giới.

## Sự nghiệp
Danh cầm Văn Vĩ đờn cho Đài Phát thanh Pháp Á từ năm 1956, hãng dĩa Thanh Long năm 1957; sau đó, ông đờn cho gánh cải lương Minh Tinh, Kim Chung, Họa Mi, Việt Nam Cổ nhạc Kịch đoàn…

Khi danh cầm Văn Vĩ nổi tiếng, gánh Kim Chung mời ông làm Trưởng Ban nhạc cổ.

Văn Vĩ trong đám cưới Văn Hường trước năm 1975

### Scandal vớiHùng Cường
Văn Vĩ đàn cho gánh hát Minh Tinh, sau đó anh được mời làm nhạc trưởng ban cổ nhạc đoàn hát Kim Chung. Tại rạp hát Aristo, khi đoàn Kim Chung khai trương vở tuồng Bên cầu vọng thê, kép chánh Hùng Cường ca rớt một câu vọng cổ, anh cho là Văn Vĩ trưởng ban cổ nhạc đã cố tình phá anh nên anh xông vô cánh gà, phía dàn nhạc, dùng kiếm đâm lủng thùng loa và đá bể dàn máy amply, lớn tiếng nhục mạ và hăm đánh Văn Vĩ.
Hội nghệ sĩ ái hữu, các ký giả kịch trường và các nghệ sĩ các gánh hát đang hát tại Sài Gòn đều lên tiếng binh vực cho nhạc sĩ Văn Vĩ và phê phán hành động vũ phu của Hùng Cường. Lần trước, Hùng Cường đã đá em vệ sĩ Nguyễn Mỹ té xuống sân khấu ở đoàn hát Song Kiều. Lần đó các nghệ sĩ và báo chí kịch trường đã góp tiền giúp cho em Nguyễn Mỹ kiện Hùng Cường ra tòa. Việc xét xử kéo dài nhiều tháng khiến cho ông bầu gánh Song Kiều đưa nghệ sĩ Thanh Sang thế vai kép chánh của Hùng Cường. Nay Văn Vĩ bị Hùng Cường nhục mạ và hành hung, báo chí kịch trường muốn giúp cho Văn Vĩ đi kiện Hùng Cường ra tòa vì đây là lần tái phạm hành hung đồng nghiệp của Hùng Cường.
Bầu Long phải đứng ra dàn xếp vì ông không muốn mất một kép chánh. Ông buộc Hùng Cường phải xin lỗi Văn Vĩ, ông mua một bộ amplifier khác tốt hơn để bồi thường cho Văn Vĩ và yêu cầu Văn Vĩ đừng thưa Hùng Cường ra tòa. Văn Vĩ nể lời của Bầu Long, không kiện Hùng Cường nhưng ông thề sẽ không đờn cho các gánh hát cải lương nữa cho đến ngày ông mất.
Nghệ sĩ Văn Vĩ có quen biết với Đại Cathay, một tay giang hồ khét tiếng Sài Gòn lúc bấy giờ, hay tin Văn Vĩ bị Hùng Cường dằn mặt, Đại Cathay lập tức dẫn đàn em đến tận gánh hát để hỏi tội Hùng Cường. Hùng Cường không hề sợ hãi mà dám một mình xông ra đương đầu với đám dân anh chị này, Đại Cathay thấy vậy rất cảm phục ông, còn mời Hùng Cường đi nhậu.

## Sau năm 1975
Sau năm 1975, ông mở lò dạy học trò tại gia, khá nhiều học trò ca và đờn của ông đã thành danh như: NSƯT Út Bạch Lan, Thanh Hương, Đức Lợi, NSƯT Vũ Linh, Tuấn Thanh, Bình Trang, Minh Trung, Minh Long, Tài Lương, Tấn An, Hoài Thanh, Hữu Tài, Thu Huệ...
Ông còn truyền nghề lại cho Văn Bền, Văn Mách, Văn Hải, Minh Thảo, Huỳnh Khải và 3 người con của ông đều thành nhạc sĩ tài danh Văn An, Văn Hậu và Văn Tài. Bên cạnh đó, ông đàn chánh cho các Đài phát thanh và truyền hình, hãng băng trong nhiều chương trình ca cổ và cải lương.

## Đời tư
Cô Ngọc Thạch, vợ của Văn Vĩ, khi còn trẻ là cô giáo dạy Pháp văn tại trường Hốc Môn Bà Điểm, nhân một buổi tham dự đêm văn nghệ gây quỹ giúp trường mù Nguyễn Đình Chiểu, Ngọc Thạch đã say mê tiếng đàn của Văn Vĩ nên cô nhất quyết thành hôn với ông. Hai người có được ba người con trai.

## Một số tác phẩm
Văn Vĩ còn đờn thu thanh nhiều dĩa đờn độc tấu guitar phím lõm và hòa tấu đờn ca cổ nhạc với các nhạc sĩ Sáu Tửng, Năm Cơ, Bảy Bá, Hai Thơm,... Văn Vĩ đờn thu thanh với các nghệ sĩ tài danh Út Bạch Lan, Hùng Cường, Thanh Nga, Ngọc Giàu, Lệ Thủy, Thanh Sang... nhiều tuồng cải lương và những bài tân cổ giao duyên, đặc biệt nhất là Văn Vĩ và Năm Cơ là hai cây đàn đã giúp cho nghệ sĩ hài Văn Hường chiếm được ngôi vị cao nhất trong làng ca vọng cổ hài ở các thập niên 60, 70. Nhạc sĩ Văn Vĩ cũng được thính giả các đài phát thanh Saigon, đài quân đội ưa thích trong các chương trình cổ nhạc của đài.

Đĩa hòa tấu 6 câu vọng cổ cùng các danh cầm tài hoa bậc nhất thủ đô Sài Gòn trước năm 1975.

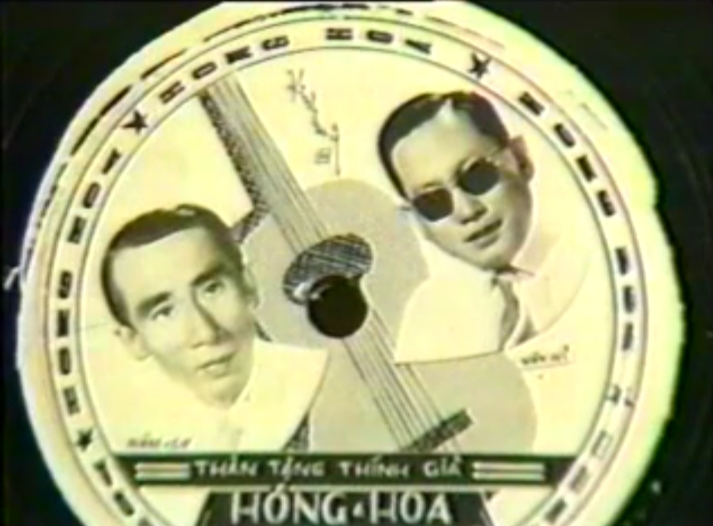
Năm Cơ và Văn Vĩ trên đĩa.